# 조환지
조환지(1995년 9월 30일 ~)는 대한민국의 뮤지컬 배우다. 2017년 뮤지컬 '서편제'로 데뷔했다.

## 방송
- 판타스틱 듀오 2 (2017) - 이소라 편 우승
- 팬텀싱어 3 (2020) - Top20(17위)
- 빌드업 : 보컬 보이그룹 서바이벌 (2024) - Top40

## 음반
- 팬텀싱어3 Episode.1 (2020)
- 팬텀싱어3 Episode.4 (2020)
- 팬텀싱어3 Episode.7 (2020)
- 팬텀싱어3 Episode.8 (2020)